# Barichneumon sphageti
Barichneumon sphageti är en stekelart som beskrevs av Heinrich 1971. Barichneumon sphageti ingår i släktet Barichneumon och familjen brokparasitsteklar. Utöver nominatformen finns också underarten B. s. crassipunctatus.